# The Cowboy's Adopted Child
The Cowboy's Adopted Child è un cortometraggio muto del 1912 scritto e diretto da Frank Montgomery.

## Produzione
Il film fu prodotto dalla Selig Polyscope Company

## Distribuzione
Distribuito dalla General Film Company, il film - un cortometraggio di 260 metri - uscì nelle sale cinematografiche statunitensi il 2 gennaio 1912. Nelle proiezioni, veniva programmato con il sistema dello split reel, accorpato in un'unica bobina con un altro cortometraggio, He, She and It.